# Vive y deja morir (novela)
Vive y deja morir (en inglés Live and Let Die) es la segunda novela de James Bond, escrita por Ian Fleming y publicada por primera vez en el Reino Unido por Jonathan Cape en 5 de abril de 1954, donde el tiraje inicial de 7500 ejemplares se agotó rápidamente. Como con la primera novela de Fleming, Casino Royale, Vive y deja morir fue en general bien recibida por los críticos. La novela fue escrita en la finca 'Goldeneye' de Fleming en Jamaica antes de que Casino Royale fuera publicada y gran parte del trasfondo de la novela provino de experiencias de Fleming viajando en los Estados Unidos y su conocimiento de Jamaica.
La historia se centra en la búsqueda de Bond de un criminal estadounidense, el Sr. Big, que tiene vínculos con la red criminal estadounidense, el mundo del vudú y SMERSH, un brazo del servicio secreto ruso, todos los cuales son una amenaza para el occidente. Bond se involucra por el contrabando de monedas de oro del siglo XVII de territorios británicos en el Caribe que el Sr. Big realiza. Temas que recorren la novela incluyen la lucha este-oeste de la Guerra Fría, las relaciones raciales y la amistad.
Después de una adaptación en 1958–59 por John McLusky en el Daily Express en formato de tira cómica, la novela fue adaptada en 1973 como la octava película de la serie de películas de James Bond de Eon Productions y la primera que protagonizó Roger Moore como James Bond. Elementos principales de la trama de la novela también se incorporaron en otras dos películas Bond: Sólo para sus ojos, lanzada en 1981 y Licencia para matar, lanzada en 1989.

## Argumento
Después de la traumática experiencia en Casino Royale, Bond es enviado a investigar al Sr. Big, cuyo nombre real es Buonaparte Ignace Gallia, un agente de SMERSH y un líder vudú del bajo mundo que es sospechado de vender monedas de oro del siglo XVII para financiar operaciones de espionaje soviético en América. Estas monedas de oro han estado apareciendo en Harlem y en Florida y son sospechosos de formar parte de un tesoro que fue enterrado en Jamaica por el pirata Sir Henry Morgan.
En Nueva York, Bond se reúne con su homólogo en la CIA, Felix Leiter. Los dos deciden visitar algunos centros nocturnos del Sr. Big en Harlem, pero son capturados posteriormente. Bond es interrogado personalmente por el Sr. Big, que utiliza a su tarotista, Solitaire (así llamada porque excluye a los hombres de su vida) para determinar si Bond está diciendo la verdad. Solitaire miente al Sr. Big, apoyando la historia que Bond utilizaba como cubierta. El Sr. Big decide liberar a Bond y a Leiter y le ordena a uno de sus hombres romperle uno de los dedos a Bond, sin embargo, Bond escapa, matando a varios de los hombres del Sr. Big en el proceso, mientras que Leiter es liberado por un miembro de la banda, con quien fraterniza debido a una apreciación compartida por el jazz.
Solitaire posteriormente contacta a Bond y viajan juntos a San Petersburgo, Florida. Mientras Bond y Leiter exploran uno de los almacenes del Sr. Big que es utilizado para almacenar peces exóticos, Solitaire es secuestrada por los secuaces del Sr. Big. Felix luego regresa al almacén solo, pero es capturado y arrojado a un tiburón: él sobrevive, pero pierde un brazo y una pierna. Bond lo encuentra en su casa con una nota clavada en su pecho que decía "tuvo un desacuerdo con algo que se lo comió". Después de llevar a Felix al hospital, Bond investiga el almacén solo y descubre que el Sr. Big contrabandea de oro colocándolo en la parte inferior de peceras con peces tropicales venenosos. Bond es atacado en el almacén por el pistolero del Sr. Big, el "Ladrón", y el tiroteo resultante destruye muchos de los tanques en el almacén: Bond engaña a Ladrón y lo lleva a caer en el tanque de tiburones.
Bond continúa a su misión en Jamaica donde conoce a Quarrel y a John Strangways, el jefe de la estación del MI6 en Jamaica. Quarrel entrena a Bond en buceo en las aguas locales. Bond nada a través de aguas infestadas de tiburones y barracudas a la isla del Sr. Big y se las arregla para plantar una mina lapa en el casco de su yate antes de ser capturado nuevamente por el Sr. Big. A la mañana siguiente, el Sr. Big ata a Solitaire y Bond a una cuerda detrás de su yate y planea arrastrarlos sobre el arrecife de coral poco profundo y en aguas más profundas para que los tiburones y barracudas que atrae al área con alimentaciones regulares se los coman.
Bond y Solitaire logran salvarse cuando la mina lapa explota segundos antes de que ellos sean arrastrados sobre el arrecife: aunque temporalmente aturdidos por la explosión y herido por el coral Bond y Solitaire son protegidos de la explosión por el arrecife, y Bond logra observar cómo el Sr. Big, que sobrevivió a la explosión, es muerto por los tiburones y barracudas. Quarrel luego rescata a Bond y a Solitaire.

## Adaptaciones

### Historieta
Al igual que otras novelas de Bond, Live and Let Die fue adaptado a una historieta en el periódico de Daily Express. la historieta fue escrita por Henry Gammidge e ilustrada por John McKlusky.

### Películas
En 1973 se hizo una adaptación libre de la novela. La película fue dirigida por Guy Hamilton, producida por Albert R. Broccoli y Harry Saltzman y protagonizada por Roger Moore. En la película, el Sr. Big planea distribuir dos toneladas de heroína gratis para poner a barones de la droga rivales fuera del negocio y Bond pronto se verá atrapado en un mundo de gánsters y vudú mientras él lucha para poner fin al régimen del barón de la droga.

### Escenas utilizadas (1981 y 1989)
Algunas escenas de esta novela fueron representadas en posteriores películas Bond, incluyendo la secuencia en la que Bond es arrastrado sobre el arrecife de coral, que fue utilizada en la adaptación cinematográfica de Sólo para sus ojos, mientras que Felix Leiter no fue mordido por un tiburón hasta Licencia para matar, que adapta también fielmente la escena del tiroteo en el almacén.